# Il ladro di Damasco
Il ladro di Damasco è un film del 1964 diretto da Mario Amendola.

## Trama
Ai tempi di Ottaviano Augusto, vive a Damasco sotto la dominazione romana Jesen, che vive di piccoli furti assieme al suo complice Tisba.
I capitribù siriani che collaborano con le autorità romane sono preoccupati per i disordini che sorgono nella provincia, in particolare lo è il ricco Mannaen, che aspira a diventare un re cliente di Roma. I rivoltosi vorrebbero coinvolgere anche Jesen nella loro insurrezione, ma questi non è interessato; rimane però immischiato in una rissa con alcuni soldati romani e deve nascondersi presso la casa della giovane Miriam, figlia del ramaio Amon, sulla quale Mannaen ha posato gli occhi e che pretende che si presenti ad una festa che sta per tenere nel suo palazzo. Sotto i veli di Miriam però si presenta Tisba, cosa che fa infuriare il padrone di casa, che per lo scherzo giocatogli pretende la riscossione immediata di un vecchio prestito che Amon ha contratto con lui. Jesen fa allora in modo, truffando e rubando, di rifondere Mannaen, ma rubandogli poi denaro e suppellettili preziose.
Più infuriato che mai, Mannaen chiede al governatore romano di far rapire Miriam, ma il sequestro è temporaneamente sventato da Jesen e Tisba; Miriam però, lungi dall'essere riconoscente, tratta Jesen altezzosamente avendo scoperto che egli è un ladro. La notte successiva Miriam però viene effettivamente rapita. Jesen e Tisba s'introducono nel palazzo di Mannaen travestiti da saltimbanchi negri. Jesen chiede la collaborazione di Miriam come volontaria per un numero e riesce così a farla uscire al palazzo.
Mannaen s'incontra con Uria, il capo dei cospiratori che ha fatto rilasciare dalle carceri romani, e stringe con lui un accordo. Uria propone di nuovo a Jesen di unirsi alla sua rivolta come contropartita per aver fatto fuggire Miriam; Jesen allora ruba nottetempo alle truppe di supporto in arrivo a Damasco un fascio littorio e un'aquila della legione. L'indomani il militare romano Vitellio si lamenta dell'accaduto col governatore Tibullo; Mannaen, presente alla scena, indica il luogo dove si sono accampati i rivoltosi, tradendoli. Si giunge così ad uno scontro furibondo; dopo la conclusione, Jesen tenta di fingersi morto ma viene scoperto e fatto prigioniero assieme a Uria.
Il governatore Tibullo cerca di farsi dire da Jesen dove ha nascosto le insegne, ma il giovane siriano si rifiuta, pur sapendo che ciò lo condurrà al patibolo. Mannaen chiede a Tibullo la corona, ma il romano gli spiega che non è nelle sue facoltà il concederla; la conversazione viene udita dai prigionieri.
Prima dell'esecuzione, Jesen pronuncia un discorso per guadagnare tempo e permettere a Tisba, nascosto sotto il patibolo, di rubare la scure del boia. La folla allora insorge; Mannaen è ucciso da Uria che viene poi a sua volta ucciso. I romani riescono comunque a sedare i disordini e l'esecuzione può riprendere. Quando però Jesen viene fatto voltare mostrando la schiena, da una cicatrice Tibullo lo riconosce per il figlio Marco, da cui era stato separato molto tempo prima. Tibullo allora grazia i rivoltosi e Jesen/Marco può riabbracciare l'amata Miriam e il padre perduto.